# Alpinobombus
Alpinobombus es un subgénero de insectos que pertenece al género de abejorros Bombus.

## Distribución y hábitat
Se caracteriza por distribuirse en una estrecha zona ártica y alpina, como en Alberta (Canadá) y los alpes italianos. Habitan en pastizales y matorrales de zonas árticas y alpinas.

## Descripción
Sus probóscides son de mediano tamaño a largas, por lo que visitan flores de gran y mediana profundidad. Anidan bajo tierra o en la superficie. Son creadores de bolsillos solo al principio del desarrollo de la colonia. Las colonias son particularmente pequeñas y de corta duración. Se cree que B. hyperboreus y B. natvigi son parásitos en colonias de otros abejorros.

## Especies
- Bombus alpinus
- Bombus balteatus
- Bombus hyperboreus
- Bombus kirbiellus
- Bombus kluanensis
- Bombus natvigi
- Bombus neoboreus
- Bombus polaris
- Bombus pyrrhopygus